# Intervalles
Pour les articles homonymes, voir Intervalle.
 (février 2023).
Si vous disposez d'ouvrages ou d'articles de référence ou si vous connaissez des sites web de qualité traitant du thème abordé ici, merci de compléter l'article en donnant les références utiles à sa vérifiabilité et en les liant à la section « Notes et références ».
Intervalles est une revue culturelle suisse du Jura bernois et de Bienne éditée à Prêles, dans le canton de Berne. Sa publication est quadrimestrielle.

## Description
La revue a été fondée en 1981. Consacrée à ses débuts principalement à la littérature, elle se transforme rapidement en un projet englobant plusieurs thèmes tels que les arts, la littérature, la philosophie, la musique, la géographie, l'architecture, l’histoire ou encore la nature. Des numéros sont régulièrement consacrés à des monographies communales.
Au cours des années, elle a également publié des numéros spéciaux retraçant la vie et l’œuvre de Ferdinand Gonseth, d’Albert Gobat, de Blaise Cendrars, de Robert Walser et de Francis Giauque.